# Ceutorhynchinae

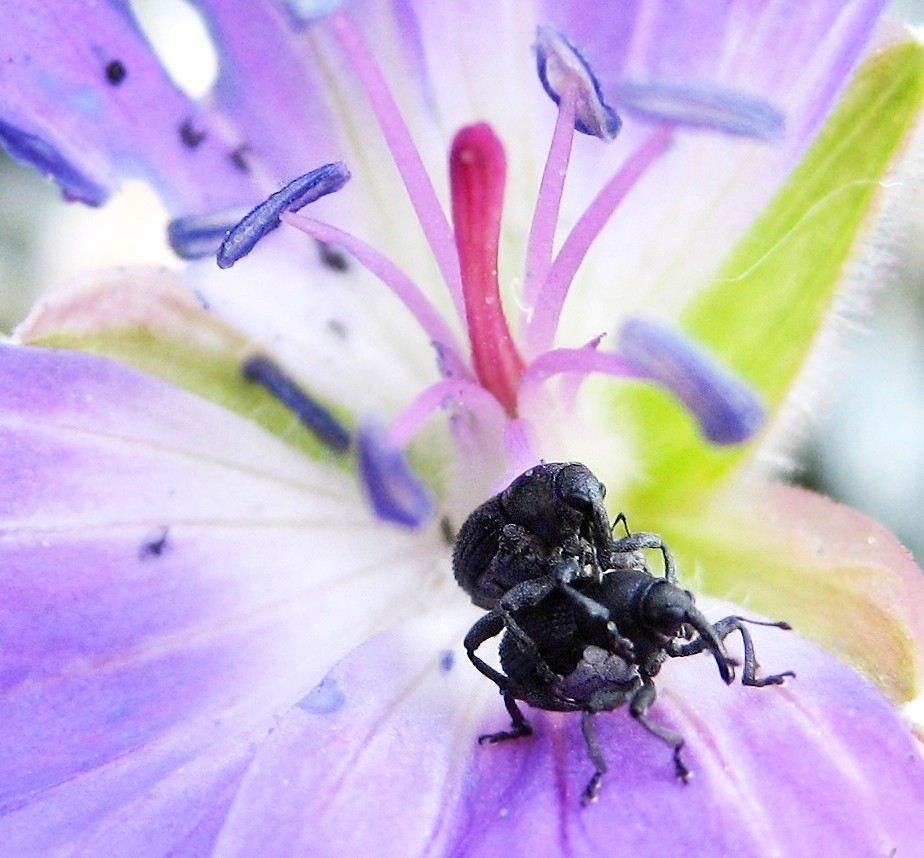
Zacladus geranii

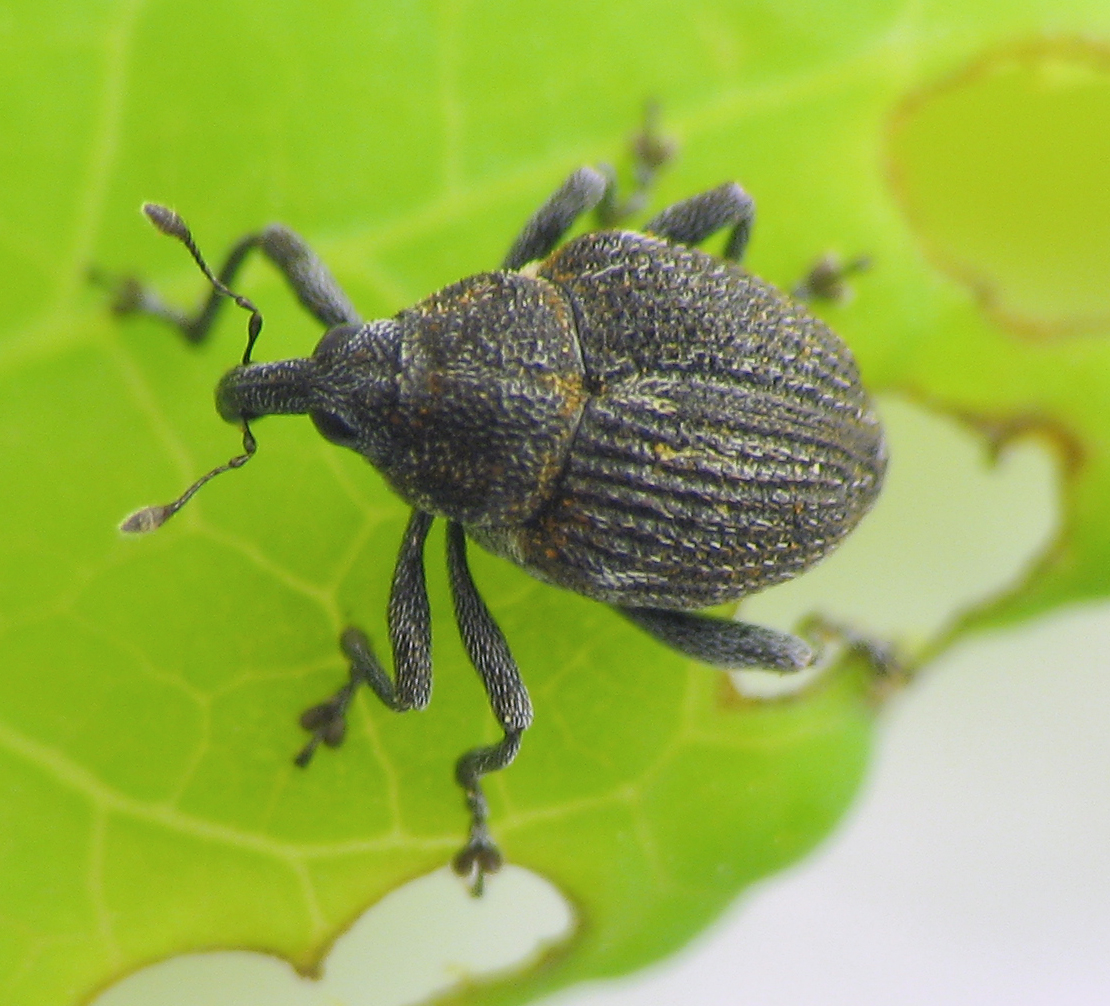
Rhinoncomimus latipes

Ceutorhynchinae es una subfamilia de insectos coleópteros curculiónidos.  Hay más de 150 géneros y más de 1000 especies descritas en el género.

## Géneros
Estos 150 géneros pertenecen a la subfamilia Ceutorhynchinae:
- Acallodes LeConte, 1876 i c g b
- Acanthoscelidius Hustache, 1930 i c g b
- Allosirocalus Colonnelli, 1983 c g b
- Amalorrhynchus Reitter, 1913 c g b
- Amalus Schönherr, 1825 i c g b
- Amicroplontus c g
- Amurocladus
- Angarocladus
- Anthypurinus c g
- Aoxyonyx c g
- Aphytobius c g
- Asperauleutes b
- Asperosoma Korotyaev, 1999 g b
- Augustinus c g
- Auleutes Dietz, 1896 i c g b
- Barioxyonyx c g
- Belonnotus c g
- Bohemanius c g
- Boragosirocalus c g
- Brachiodontus c g
- Brevicoeliodes
- Calosirus c g
- Cardipennis
- Ceutorhynchoides c g
- Ceutorhynchus Germar, 1824 i c g b
- Cnemogonus LeConte, 1876 i c g b
- Coeliastes c g
- Coeliodes c g
- Coeliodinus c g
- Coeliosomus c g
- Conocoeliodes c g
- Craponius LeConte, 1876 i c g b
- Cyphauleutes c g
- Cyphohypurus c g
- Cyphosenus c g
- Cysmemoderes c g
- Datonychidius c g
- Datonychus c g
- Dieckmannius c g
- Dietzella Champion, 1907 i g b
- Drupenatus
- Ectamnogaster c g
- Egriodes c g
- Egrius
- Eremonyx c g
- Ericomicrelus c g
- Ethelcus c g
- Eubrychius C. G. Thomson, 1859 i c g
- Eucoeliodes
- Euhrychiopsis Dietz, 1896 i g b
- Euoxyonyx c g
- Exocoeliodes c g
- Fossoronyx
- Glocianus Reitter, 1916 c g b
- Gobicladus
- Hadroplontus C.G.Thomson, 1859 c g b
- Hemioxyonyx c g
- Heorhynchus
- Hesperorrhynchus c g
- Homorosoma Frivaldszky, 1894 i c g b
- Hovanegrius c g
- Hypegrius c g
- Hypocoeliodes Faust, 1896 i c g
- Hypohypurus c g
- Hypurus Rey, 1882 i c g b
- Indicoplontus c g
- Indohypurus c g
- Indozacladus c g
- Isorhynchus c g
- Lioxyonyx c g
- Macrosquamonyx
- Marmaropus c g
- Mecysmoderes c g
- Megahypurus c g
- Mesoxyonyx c g
- Metamerus c g
- Micrelus c g
- Microplontus Wagner, 1944 c g b
- Mogulones Reitter, 1916 c g b
- Mogulonoides c
- Mononychites c g
- Mononychus Germar, 1824 i c g b
- Nedyus Schönherr, 1825 i c g b
- Neocoeliodes c g
- Neoglocianus c g
- Neohypurus c g
- Neophytobius Wagner, 1936 i c g b
- Neoplatygaster c g
- Neoxyonyx c g
- Neozacladus c g
- Notegrius c g
- Notoxyonyx c g
- Odontocoeliodes c g
- Oplitoxyonyx c g
- Oprohinus c g
- Orchestomerus Dietz, 1896 c g b
- Oreorrhynchaeus c g
- Oxyonyx c g
- Oxyonyxus c g
- Panophthalmus c g
- Paracoeliodes c g
- Parauleutes Colonnelli, 2004 g b
- Parenthis Dietz, 1896 i g b
- Parethelcus c g
- Paroxyonyx c g
- Pelenomus C.G.Thomson, 1859 c g b
- Pelenosomus Dietz, 1896 i c g b
- Pericartius c g
- Perigaster Dietz, 1896 i c g b
- Perigasteromimus Colonnelli, 1999 c g b
- Perioxyonyx
- Petrocladus
- Phoeniconyx c g
- Phrydiuchus Gozis, 1885 i c g b
- Phytobiomorphus c g
- Phytobius Schönherr, 1833 i c g b
- Platygasteronyx c g
- Platypteronyx c g
- Poophagus Schönherr, 1837 i c g b
- Prisistus Reitter, 1916 c g b
- Prorutidosoma Korotyaev, 1999 g b
- Pseudocoeliodes c g
- Pseudophytobius c g
- Pseudoxyonyx c g
- Ranunculiphilus c g
- Rhinoncomimus Wagner, 1940 c g b
- Rhinoncus Schönherr, 1825 i c g b
- Rileyonymus Dietz, 1896 i c g b
- Rutidosoma Stephens, 1831 i c g
- Scleropteroides c g
- Scleropterus c g
- Scythocladus
- Sinauleutes
- Sinocolus c g
- Sirocalodes Voss, 1958 i c g b
- Stenocarus c g
- Suboxyonyx c g
- Tapeinotus c g
- Tatyania c g
- Thamiocolus c g
- Theodorinus c g
- Tibetiellus c g
- Trachelanthus
- Trichocoeliodes c g
- Tricholioxyonyx c g
- Trichosirocalus Colonnelli, 1979 i c g b
- Wagnerinus c g
- Xenysmoderes c g
- Zacladius
- Zacladus c g

Fuentes: i = ITIS, c = Catalogue of Life, g = GBIF, b = Bugguide.net

## Géneros que se encuentran en Europa
- Amalorrhynchus Reitter 1913
- Amalus Schönherr 1825
- Aphytobius Wagner 1937
- Auleutes Dietz 1896
- Barioxyonyx Hustache 1931
- Bohemanius Schultze 1898
- Boragosirocalus Dieckmann 1975
- Brachiodontus Schultze 1897
- Calosirus C. G. Thomson 1859
- Ceutorhynchus Germar 1824
- Coeliastes Weise 1883
- Coeliodes Schönherr 1837
- Coeliodinus Dieckmann 1972
- Datonychidius Korotyaev 1997
- Datonychus Wagner 1944
- Drupenatus Reitter 1913
- Ectamnogaster Schultze 1903
- Ethelcus Reitter 1916
- Eubrychius C. G. Thomson 1859
- Eucoeliodes Smreczynski 1974
- Glocianus Reitter 1916
- Hadroplontus C. G. Thomson 1859
- Hesperorrhynchus Peyerimhoff 1926
- Homorosoma Frivaldszky 1894
- Hypurus Rey 1882
- Marmaropus Schönherr 1837
- Mesoxyonyx Korotyaev 1997
- Micrelus C. G. Thomson 1859
- Microplontus Wagner 1944
- Mogulones Reitter 1916
- Mogulonoides Colonnelli 1986
- Mononychus Germar 1824
- Nedyus Schönherr 1825
- Neoglocianus Dieckmann 1972
- Neophytobius Wagner 1936
- Neoxyonyx Hoffmann 1930
- Oprohinus Reitter 1916
- Oreorrhynchaeus Otto 1894
- Paracoeliodes Colonnelli 1979
- Parethelcus Dieckmann 1972
- Paroxyonyx Hustache 1931
- Pelenomus C. G. Thomson 1959
- Phoeniconyx Korotyaev 1997
- Phrydiuchus Gozis 1885
- Phytobius Schönherr 1833
- Poophagus Schönherr 1837
- Prisistus Reitter 1916
- Pseudocoeliodes Hoffmann 1956
- Pseudophytobius Desbrochers 1884
- Ranunculiphilus Dieckmann 1969
- Rhinoncus Schönherr 1825
- Rutidosoma Stephens 1831
- Scleropterus Schönherr 1825
- Sirocalodes Voss 1958
- Stenocarus C. G. Thomson 1859
- Tapeinotus Schönherr 1826
- Thamiocolus C. G. Thomson 1859
- Theodorinus Korotyaev 1982
- Trichosirocalus Colonnelli 1979
- Zacladus Reitter 1913